# Стивенсон, Рэндалл
Рэндалл Стивенсон (англ. Randall L. Stephenson; 22 апреля 1960, Оклахома-Сити, Оклахома, США) — главный исполнительный директор и председатель совета директоров американского мультинационального холдинга AT&T.

## Биография
После окончания школы Стивенсон поступил в Университет Центральной Оклахомы. Там он получил степень бакалавра и продолжил обучение в Оклахомском университете, где стал магистром бухучета. В 22 Стивенсон начал работать в Southwestern Bell Telephone. В конце 80-х он сменил несколько мест в качестве управленца. В 2001 Рэндалл получил должность финансового директора SBC. К 2004 году он сумел сократить чистый долг компании с 30 миллиардов долларов до почти нулевого уровня. Тогда же его назначили операционным директором SBC. Параллельно Стивенсон возглавлял еще одну, ныне не существующую, телекоммуникационную компанию. 
В 2005 AT&T купила SBC. В том же году Эдвард Уитакер сообщил о том, что покидает компанию, и Рэндалл Стивенсон возглавил AT&T. Под его управлением компания достигла рыночной стоимости, равнявшейся около 270 млрд долларов в 2019 году при долге приблизительно 200 млрд. При Стивенсоне AT&T, купив DirecTV and Time Warner, превратилась из оператора интернета и связи в медиа холдинг. Среди производителей контента, входящих в медиаконгломерат, такие компании, как: HBO, HBO Now, HBO Max, Warner Bros., TNT, TBS, truTV, CNN, DC Entertainment, New Line, Cartoon Network, Adult Swim, Turner Classic Movies.
В 2016 году издание Chief Executive Magazine признало его управленцем года. В 2017 году журнал Forbes ставил Стивенсона на 34 строчку в рейтинге самых высокооплачиваемых руководителей. В 2016 его заработная плата равнялась приблизительно 1,5 млн долларов. Около 3,8 он получил в качестве бонуса. Также порядка 20 млн долларов числились в декларации Стивенсона как «другие» доходы.

## Скандалы
В 2009 году CNN распространило новость, что он умер от передозировки кокаином, но это оказалось неправдой. Информацию удалили. Руководство СМИ предположило, что дезинформация поступила от неизвестных хакеров из группировки 4chan, которые сделали это в отместку за блокировку компанией AT&T доступа к сайту.
В марте 2019 года во время одного из экономических публичных мероприятий, проходившего в Вашингтоне, Стивенсону поступил спам звонок от робота.

## Личная жизнь и хобби
В 2005 Стивенсон вошел в управляющий орган Организации Американских бойскаутов. В 2016 он стал 36 по счету президентом организации. На своем посту он оппонировал запрету на участие в движении открытых представителей ЛГБТ. Стивенсон входит в частную некоммерческую организацию Совет по международным отношениям.
Женат и воспитывает двух дочерей.